# Старт (партія)
Політична партія «Старт» (до 23.10.2020: „Політичне об'єднання «Пряма дія»“) — сучасна українська політична партія . Зареєстрована 13 грудня 2006 року. Голова партії - Голіков Вадим Вадимович.

## Історія
У 2005 році прийняте рішення про створення політичної партії, яка буде гідно представляти ідею «Об'єднання Пересвіт» на політичному схилі.
10 грудня 2005 року у Києві відбувся перший з'їзд, на якому були затверджені статут  та програма  діяльності майбутньої Партії.
13 грудня 2006 року було зареєстровано Політичну партію "Політичне об'єднання «Пряма дія».

## Ідеологія
Ідейним лідером політичної партії "Політичне об'єднання «Пряма дія» є Старовойт Андрій Петрович.
Ідеологічну діяльність партії засновники виводять з загальної ідеї Об'єднання «Пересвіт» — ідеї «перетворення світогляду», яка базується на боротьбі з "рабством власного «я», тобто боротьбі з власними слабостями тіла і душі.
Основними ідеологічними орієнтирами є виховання у нації поваги до трьох основних людино творчих цінностей — Батьків, Батьківщини, Вчителя.
Символіка партії являє собою смолоскип у формі лука з натягнутою тятивою, що символізує живий вогонь, який викриває, навіть, приховану нечисть. Срібна стріла нібито направлена прямо в серце «нечистій силі».
Починаючи з моменту створення політичної партії «Пряма Дія», її команда  відкрито ігнорує існуючу в Україні традиційну політичну систему і веде свою власну діяльність, влаштовуючи різноманітні акції , направлені на змінення свідомості пересічних громадян, що і вважає основою глобальних змін в Україні у майбутньому.